# Diaprioidea
Diaprioidea (лат.) — надсемейство наездников из отряда перепончатокрылые (Hymenoptera). Включает около 2000 видов, распространённых по всему миру.

## Описание
Мелкие наездники. Усики прикрепляются намного выше наличника (обычно на отчетливом возвышении), с длинным скапусом и жгутиком из 13 или менее сегментов, без многопористых пластинчатых сенсилл. Переднее дыхальце мезосомы под задним (не дорсальным) краем переднеспинки, переднеспинка достигает тегулы. Брюшко с одним отчетливым сегментом петиолем, с апикальным внешним тергитом и стернитом, плотно закрывающими вершину метасомы, с гениталиями, обычно не видимыми снаружи. Длинный скапус, олигомерные антенны, наличие специализированного петиолярного сегмента и плотно закрытая вершина метасомы в состоянии покоя предположительно апоморфны, что редко встречается у других Proctotrupomorpha и редко у других перепончатокрылых. Diapriidae паразитируют на личинках и пупариях двукрылых насекомых, а виды Ismaridae гиперпаразиты в цистах ос-дриинид (Dryinidae).

## Классификация
Состав группы дискуссионный и разные авторы включали в неё разное количество семейств. Ранее представителей Diaprioidea включали в состав Proctotrupoidea.
Впервые они были отделены от Proctotrupoidea и предложены Шарки (2007) как отдельное надсемейство, включающее Maamingidae, Diapriidae и Monomachidae. Это не следует путать с концепцией Diaprioidea Расницына (1980), которая включала Platygastroidea, Mymaridae, Austroniidae, Diapriidae, Monomachidae и вымершее семейство Serphitidae. Первые чёткие доказательства связи между Monomachidae и Diapriidae были получены в работе Доутона и Остина (2001) и были подтверждены Кастро и Доутоном (2006).
В 2012 году надсемейство Diaprioidea включало пять семейств (Austroniidae, Diapriidae, Ismaridae, Maamingidae, Monomachidae).
В 2013 году Diaprioidea включало также 5 семейств (без Austroniidae, но с † Spathiopterygidae). В 2020 году семейства Maamingidae и Monomachidae исключили из Diaprioidea, оставив в нём только Diapriidae, Ismaridae, † Spathiopterigidae.
- Семейство Diapriidae Haliday, 1833 — Диаприиды (более 2000 видов, 190 родов)
  - Подсемейство Ambositrinae
  - Подсемейство Belytinae
  - Подсемейство Diapriinae
- Семейство Ismaridae Thomson, 1858 (ранее Ismarinae в Diapriidae)
- † Семейство Spathiopterigidae Engel & Ortega-Blanco, 2013
  - † Diameneura Santer et al., 2022
  - † Diaspathion Engel & Huang, 2015
  - † Mymaropsis Engel & Ortega-Blanco, 2013
  - † Spathiopteryx Engel & Ortega-Blanco, 2013
  - † Spathopria Engel et al., 2013